# Färdtjänstlagen
Färdtjänstlagen (1997:736 ), lagen om färdtjänst är en svensk lag som ger personer med varaktiga funktionsnedsättningar, som har väsentliga svårigheter att förflytta sig på egen hand eller resa med allmänna kommunikationer (exempelvis buss, tåg, spårvagn och liknande), möjligheten att färdas med anropsstyrd trafik (vanligen i form av taxi) från en plats till en annan, vanligast från egna bostaden till en aktivitet (och tvärt om). Det är varje kommun som ansvarar för kollektivtrafiken och färdtjänsten inom sitt geografiska område. Den som är i behov av färdtjänst vänder sig till handläggare i den kommun man är folkbokförd i. Färdtjänst kan inte nyttjas till resor som bekostas eller åligger en annan myndighet så som exempelvis arbetsresor till arbete/praktik anordnat av Arbetsförmedlingen eller Försäkringskassan, resor till utbildning som omfattas av skolskjuts eller CSN. Resandet är i regel begränsat till den egna bostadskommunen eller det län som den enskilde är bosatt i. För resande utanför länet kan den enskilde ansöka om riksfärdtjänst som kan omfatta resor inom hela landet.